# Les Deux Petits Savoyards
Les Deux Petits Savoyards (De två små savojardpojkarna) är en fransk opera i en akt med musik av Nicolas Dalayrac och libretto av Benoît-Joseph Marsollier.

## Historia
Operan hade premiär den 14 januari 1789 på Opéra-Comique i Paris. 

## Personer
- Michel, en savojardpojke (sopran)
- Joset, hans broder (sopran)
- Verseuil (tenor)
- Bailli (baryton)

## Handling
Två små savojardbröder tvingas ge sig ut på vandring på grund av hungersnöd. De anländer till ett slott som tillhör Verseuil. Han är en gammal rik ungkarl vars bror just har dött. Han fattar tycke för pojkarna och funderar på att adoptera dem. De tvekar och Verseuil lämnar dem att tänka över saken. Bröderna flyr men blir tagna varpå de ertappas med att bära en bild på sin pappa. Mannen visar sig vara Verseuils döde bror.